# Stokroserust
Svampen (Puccinia malvacearum), der fremkalder stokroserust, lever af blade og unge skud hos arter inden for Katost-familien. Svampens mycelium trænger ind i de levende celler og udsuger dem for sukker og andre organiske stoffer.
Sygdomstegn
Angrebet indledes oftest på de nederste blade, men det fortsætter hurtigt opad i planten. Først ser man nogle gul-orange prikker på oversiden af bladene og rødlige sår på stænglerne. Dér, hvor de første gule prikker opstod, udvikler der sig efterhånden brune pletter. Herfra spredes svampens sporer med regn og vind. Til sidst visner bladene, men de bliver slapt hængende, indtil de falder af sidst på sommeren.
Livsforløb
I modsætning til de fleste andre rustsvampe kan Puccinia malvacearum overleve på én og samme art. Den overvintrer på jorden i de dele af planterne, som blev angrebet året før. Om foråret spredes nye sporer til unge blade og skud. Fra de angrebne blade spredes der i sommerens og efterårets løb sporer, som etablerer angreb på flere værtplanter.